# Thomas Rongen
Thomas Rongen (Amsterdam, 31 ottobre 1956) è un allenatore di calcio ed ex calciatore olandese, di ruolo centrocampista, responsabile scouting della nazionale statunitense.

## Carriera
Ha svolto la maggior parte della sua carriera sportiva negli Stati Uniti d'America negli anni ottanta. Terminata la sua carriera agonistica è rimasto nel mondo del calcio sia come allenatore che come dirigente, svolgendo anche il ruolo di capo scout della squadra nazionale maschile degli Stati Uniti.

## Palmarès

### Allenatore
- MLS Supporters' Shield: 1

1996

## Nei media
L'esperienza dell'allenatore alla guida delle Samoa Americane è al centro del film del 2023 Chi segna vince (Next Goal Wins) diretto da Taika Waititi, nel quale l'allenatore ha il volto di Michael Fassbender.